# San Jaime de Llierca
San Jaime de Llierca (oficialmente y en catalán Sant Jaume de Llierca) es un municipio y localidad española de la provincia de Gerona, en Cataluña. Perteneciente a la comarca de la Garrocha, tiene una población de 849 habitantes (INE 2024). 
El término municipal comprende los núcleos de población de San Jaime de Llierca, Can Coma y Hostalnou. Su economía se basa en la agricultura, sobre todo cereales, y la industria de embutidos y conservas cárnicas. 

## Geografía

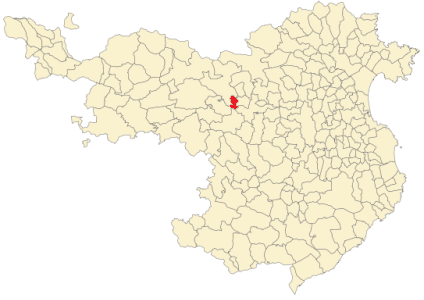
Situación de San Jaime de Llierca en la provincia de Gerona

Integrado en la comarca de La Garrocha, se sitúa a 43 kilómetros de Gerona. El término municipal está atravesado por la autovía Pirenaica (A-26) y por una carretera local que conecta con Montagut. 
El relieve del municipio está definido por una zona llana generada por el Río Fluviá y por una zona accidentada y boscosa a la derecha del río. El río Llierca hace de límite oriental hasta su desembocadura en el Fluviá. La altitud oscila entre los 508 metros en el extremo sur y los 180 metros a orillas del río Fluvià. El pueblo se alza a 188 metros sobre el nivel del mar. 
| Noroeste: Montagut i Oix      | Norte: Montagut i Oix | Nordeste: Montagut i Oix |
| Oeste: Montagut i Oix         |                       | Este: Argelaguer         |
| Suroeste: San Juan de Fuentes | Sur: Santa Pau        | Sureste: San Ferreol     |

## Historia

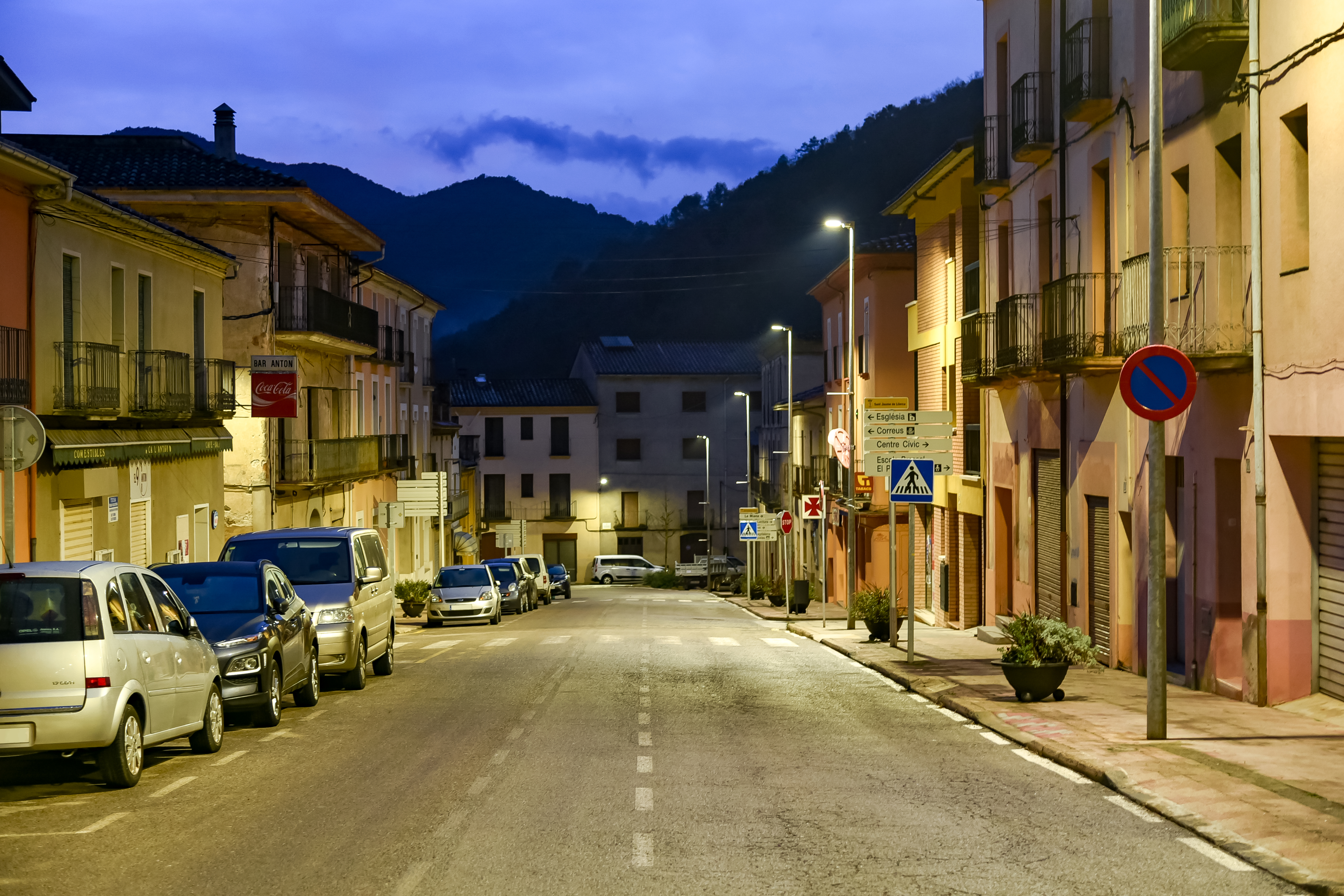
Vista de la calle mayor

Conocido antiguamente como «Palau de Montagut» o «Palau d'Avall». En 1928 se constituyó la parroquia de San Jaime de Llierca por el obispado de Gerona y dos años después tomó este mismo nombre la población.
La primera noticia documentada está datada en el año 940 por la compra de una finca por Ava, la condesa de Besalú, viuda de Miró II de Cerdaña. En 1973 se encontró un yacimiento prehistórico en el Pla de Politger.

## Demografía
San Jaime de Llierca cuenta con una población de 849 habitantes (INE 2024).
| Gráfica de evolución demográfica de San Jaime de Llierca entre 1842 y 2021 |
| |
| Población de derecho según los censos de población del INE Población de hecho según los censos de población del INEEn estos censos se denominaba Palau de Montagut: 1842 y 1860 En estos censos se denominaba Montagut: 1857, 1877, 1887, 1897, 1900, 1910 y 1920 En estos censos se denominaba San Jaime de Llierca: 1930, 1940, 1950, 1960, 1970 y 1981 |

| 1497 | 1515 | 1553 | 1717 | 1787 | 1857 | 1877 | 1887 | 1900 |
| ---- | ---- | ---- | ---- | ---- | ---- | ---- | ---- | ---- |
| 11   | —    | 13   | 104  | 127  | 417  | 581  | 719  | 735  |

| 1910 | 1920 | 1930 | 1940 | 1950 | 1960 | 1970 | 1981 | 1990 |
| ---- | ---- | ---- | ---- | ---- | ---- | ---- | ---- | ---- |
| 979  | 1010 | 1021 | 841  | 824  | 853  | 847  | 782  | 776  |

| 1992 | 1994 | 1996 | 1998 | 2000 | 2002 | 2004 | 2006 | — |
| ---- | ---- | ---- | ---- | ---- | ---- | ---- | ---- | - |
| 772  | 771  | 761  | 711  | 714  | 758  | 778  | 815  | — |

## Patrimonio
- Iglesia parroquial de San Jaime de Llierca. En el interior se conservan dos tallas de madera del siglo XVI o XVII. Tiene una cúpula revestida de cerámica roja.
- Mosaicos para numerar las casas colocados en el año 1864 por Ramón Castellá.
- Museo Ornitológico.
- Ruinas del castillo de Montpalau.
- Ermita de Santa Magdalena, año 1228.